# Триуранијум октаоксид
Триуранијум октаоксид оксид је уранијума и јавља se кao маслинасто зеленa или црнa чврста хемијска супстанца (у праху/гранулама). Један је од најпознатијих облика жутог колача, те се између млинова и рафинерија преноси баш у овом облику.
Триуранијум октаоксид има потенцијално дугорочну стабилност у геолошком окружењу. У присутности кисеоника, уранијум диоксид оксидира у , док уранијум триоксид губи кисеоник на температурама вишим од 500°C и редукује се у . Једињење је могуће произвести било којим од три основна процеса хемијске претворбе, која укључују или уранијум тетрафлуорид или уранил флуорид као посреднике. Углавном се сматра да је више привлачан облик за потребе одлагалишта, зато што — под нормалним условима средине —  је један од кинетички и термодинамички најстабилнијих облика уранијума, и зато што је облик уранијума који је могуће пронаћи у природи. Густина честица (гранула) је .

## Структура у чврстом стању
У чврстом стању, триуранијум октаоксид има слојевиту структуру где су слојеви премошћени атомима кисеоника; сваки слој садржи атоме уранијума који су у различитима координацијским окружењима.

### Испитивања валенце веза
Користећи 6Å × 6Å × 6Å кутију са атомом уранијума у центру, рачунање валенце веза је изведено за U1 и за U2 у чврстом стању. Наиме, оксидациони бројеви за U1 и U2 су израчунати коришћењем параметара за U(VI), при чему су исти износили 5,11 и 5,10. Користећи параметре за U(IV) израчунати оксидациони бројеви су били 5,78 и 5,77 за U1 и U2. Ова испитивања сугеришу да сви атоми уранијума имају исте оксидационе бројеве, a да су они различити само кроз решетку.